# کوتاکومبورا
کوتاکومبورا (به لاتین: Kotakumbura) یک منطقهٔ مسکونی در سری‌لانکا است که در استان مرکزی (سری‌لانکا) واقع شده‌است.